# Крюков Микита Валерійович
Крюков Микита Валерійович (рос. Крюков Никита Валерьевич, 30 травня 1985) — російський лижник, олімпійський чемпіон.
Крюков виступає на міжнародному рівні з 2005 року. Найбільший його успіх — золота олімпійська медаль в індивідуальному спринті на Олімпіаді у Ванкувері. Перемогу він вирвав буквально на останніх сантиметрах дистанції у свого товариша зі збірної Росії Олександра Панжинського. Найкращий виступ на Кубку світу — перше місце в спринті на етапі 2010 року в Стокгольмі.